# 304 Dywizja Piechoty (III Rzesza)
304 Dywizja Piechoty (niem. 304. Infanterie-Division)  – niemiecka dywizja z czasów II wojny światowej, uczestniczyła głównie w walkach przeciw Armii Czerwonej.
Sformowana w rejonie Lipska na mocy rozkazu z 15 listopada 1940, w 13. fali mobilizacyjnej w IV Okręgu Wojskowym. Do końca 1942 pełniła funkcje okupacyjne w Belgii. Po przerzuceniu na terytorium Związku Radzieckiego nie radziła sobie zbyt dobrze w walkach z Armią Czerwoną. Podczas odwrotu spod Stalingradu wśród żołnierzy 304 DP wybuchła panika. W czasie walk na przyczółku sandomierskim broniła odcinka frontu między Wisłą w okolicy Oblekonia a Stopnicą. W styczniu 1945 została pobita w czasie ofensywy prowadzonej przez Armię Czarwoną. 
Po przeorganizowaniu w Pradze, została ponownie wysłana na front. Do niewoli Armii Czerwonej żołnierze 304 DP oddali się 9 maja 1945 w kotle pod Deutsch-Brod.

## Dowódcy dywizji
- gen. por. Heinrich Krampf 15 XI 1940 – 16 XI 1942;
- gen. por. Ernst Sieler 16 XI 1943 – 6 IV 1945;
- płk Robert Bader[3] 6 IV 1945 – 8 V 1945;

## Struktura organizacyjna
- Skład w listopadzie 1940:

573., 574. i 575. pułk piechoty, 304. pułk artylerii, 304. batalion pionierów, 304. oddział przeciwpancerny, 304. oddział łączności;
- Skład w maju 1943:

573., 574. i 575. pułk grenadierów, 304. pułk artylerii, 304. batalion pionierów, 304. batalion fizylierów, 304. oddział przeciwpancerny, 304. oddział łączności, 304. polowy batalion zapasowy;
- Skład w kwietniu 1945:

573., 574. i 575. pułk grenadierów, 304. pułk artylerii, 304. batalion pionierów, 304. batalion fizylierów, 304. oddział przeciwpancerny, 304. oddział łączności, 304. polowy batalion zapasowy;